# Nannosquillidae
Famille
Les Nannosquillidae sont une famille de stomatopodes (« crevettes-mantes ») ravisseuses.

## Liste des genres et espèces
Selon World Register of Marine Species (18 mars 2018) :
- genre Acanthosquilla Manning, 1963
- genre Alachosquilla Schotte & Manning, 1993
- genre Austrosquilla Manning, 1966
- genre Bigelowina Schotte & Manning, 1993
- genre Coronis Desmarest, 1823
- genre Hadrosquilla Manning, 1966
- genre Keppelius Manning, 1978
- genre Mexisquilla Manning & Camp, 1981
- genre Nannosquilla Manning, 1963
- genre Nannosquilloides Manning, 1977
- genre Platysquilla Manning, 1967
- genre Platysquilloides Manning & Camp, 1981
- genre Pullosquilla Manning, 1978